# Lasiopetalum
Lasiopetalum é um género botânico pertencente à família Malvaceae.
O gênero foi definido pela primeira vez em 1798 por James Edward Smith, mas sem designar espécie-tipo. O nome do gênero é derivado do Grego lasios, significando "cabeludo", e o termo botânico petalon "pétala", referente à penugem na sépala. O gênero Lasiopetalum estava anteriormente classificado na familia Sterculiaceae, que foi incluída na expansão da família Malvaceae.